# Mausoleum der albanischen Königsfamilie

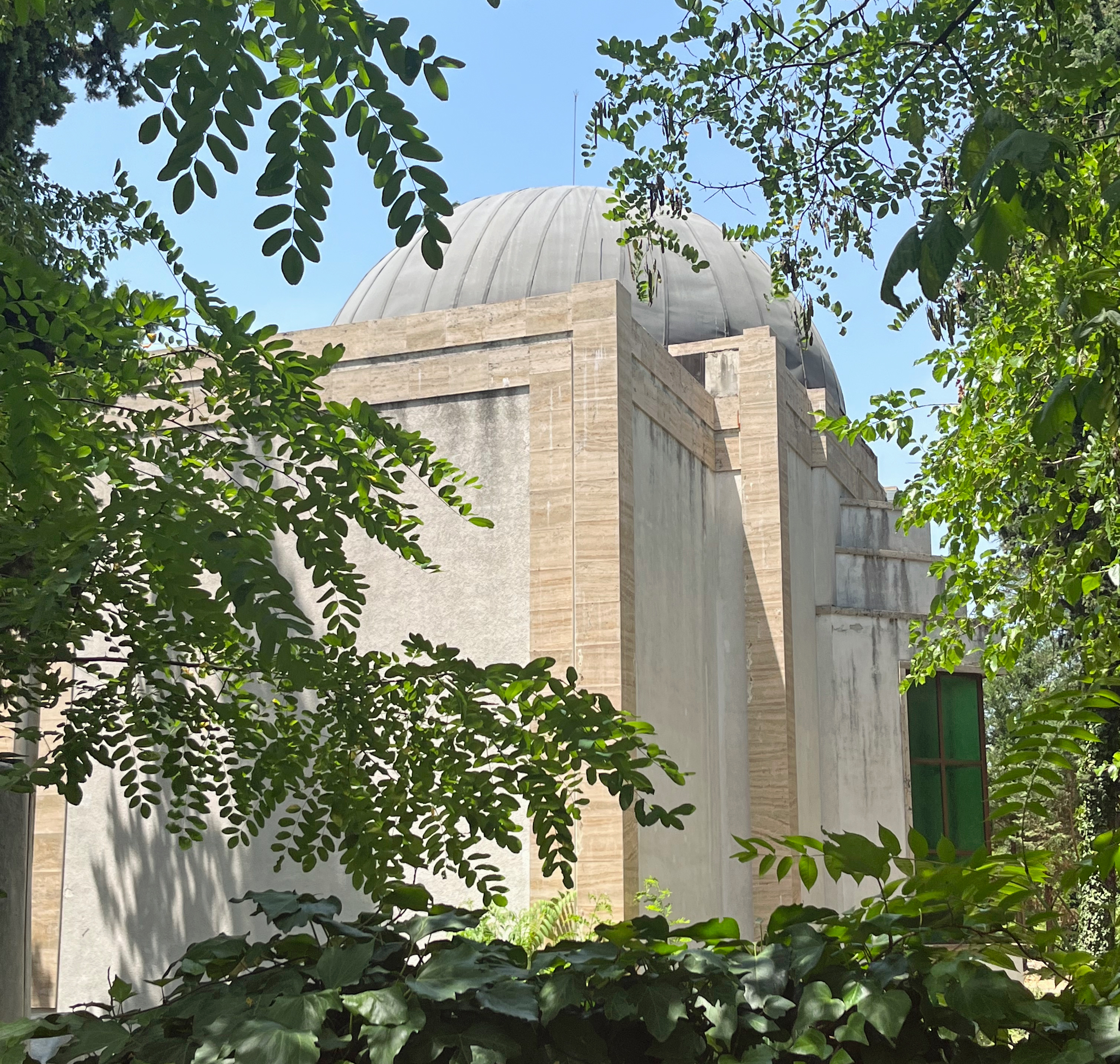
Südseite des Gebäudes

Das Mausoleum der albanischen Königsfamilie (albanisch Mauzoleu i familjes mbretërore) ist ein Gebäude in der albanischen Hauptstadt Tirana, das die sterblichen Überreste von König Zog I. und anderer Familienmitglieder enthält. Es steht am südlichen Stadtrand auf dem Gelände des Pallati i Brigadave, des ehemaligen, aber als solcher nie vollendeten Königspalasts.
Ein ursprünglicher Bau wurde als Grabmal für Sadije Toptani, der 1934 verstorbenen Mutter des Königs, auf einem Hügel südlich der Stadt errichtet. Das Mausoleum wurde vom Architekten Qemal Butka entworfen und am 30. Dezember 1935 mit der Überführung der Toten eingeweiht. Das Gebäude wurde am 17. November 1944 durch kommunistische Soldaten zerstört. Auf Bildern ist ein quadratischer Steinbau zu sehen, der höher als breit ist und von einer Kuppel überragt wird. An den Längsseiten finden sich nischenförmige Ausbuchtungen.
Im Jahr 2012 wurde auf Beschluss des albanischen Parlaments an gleicher Stelle ein Nachbau errichtet, der am 17. November 2012 anlässlich der 100. Jahresfeier der Unabhängigkeit Albaniens eingeweiht wurde. Der Bau beherbergt die Überreste von König Zogu (1895–1961), die 51 Jahre nach seinem Tod auf dem Friedhof von Thiais bei Paris exhumiert und überführt worden waren, sowie anderer Mitglieder der Königsfamilie: neben der Königinmutter Sadije (1876–1934) auch Zogus Frau Geraldine von Apponyi (1915–2002), seinem Sohn Leka (1939–2011) und Lekas Frau Susan Cullen-Ward (1941–2004). Für den Neubau unter der Leitung des Instituts für Kulturmonumente wurde viel Marmor verwendet und Kosten von fast 21 Millionen Lek (ungefähr € 148.000) eingeplant.
An der als Staatsakt durchgeführten Beerdigung nahmen nebst vielen anderen Bujar Nishani und Atifete Jahjaga, die Präsidenten von Albanien und Kosovo, der albanische Ministerpräsident Sali Berisha, Leka Anwar Zogu Reza und seine Verlobte sowie Repräsentanten verschiedener Religionen und ausländischer Königshäuser teil.